# John Frederick Sackville
John Frederick Sackville, 3. książę Dorset (ur. 24 marca 1745, zm. 19 lipca 1799), brytyjskim arystokrata i dyplomata, a także znany gracz w krykieta.
W latach 1784–1789 był ambasadorem brytyjskim w Paryżu, gdzie promował grę w krykieta wśród paryskiej emigracji angielskiej.
Sackville był znany ze swej niechęci do Rosjan, co chcieli wykorzystać Szwedzi. Erik Magnus Staël von Holstein doradzał w 1788 roku Gustafowi Adamowi von Nolcken wykorzystanie tej słabostki dość zresztą niefrasobliwego brytyjskiego dyplomaty.